# Monomorium leae
Monomorium leae är en myrart som beskrevs av Auguste-Henri Forel 1913. Monomorium leae ingår i släktet Monomorium och familjen myror. Inga underarter finns listade i Catalogue of Life.

## Bildgalleri

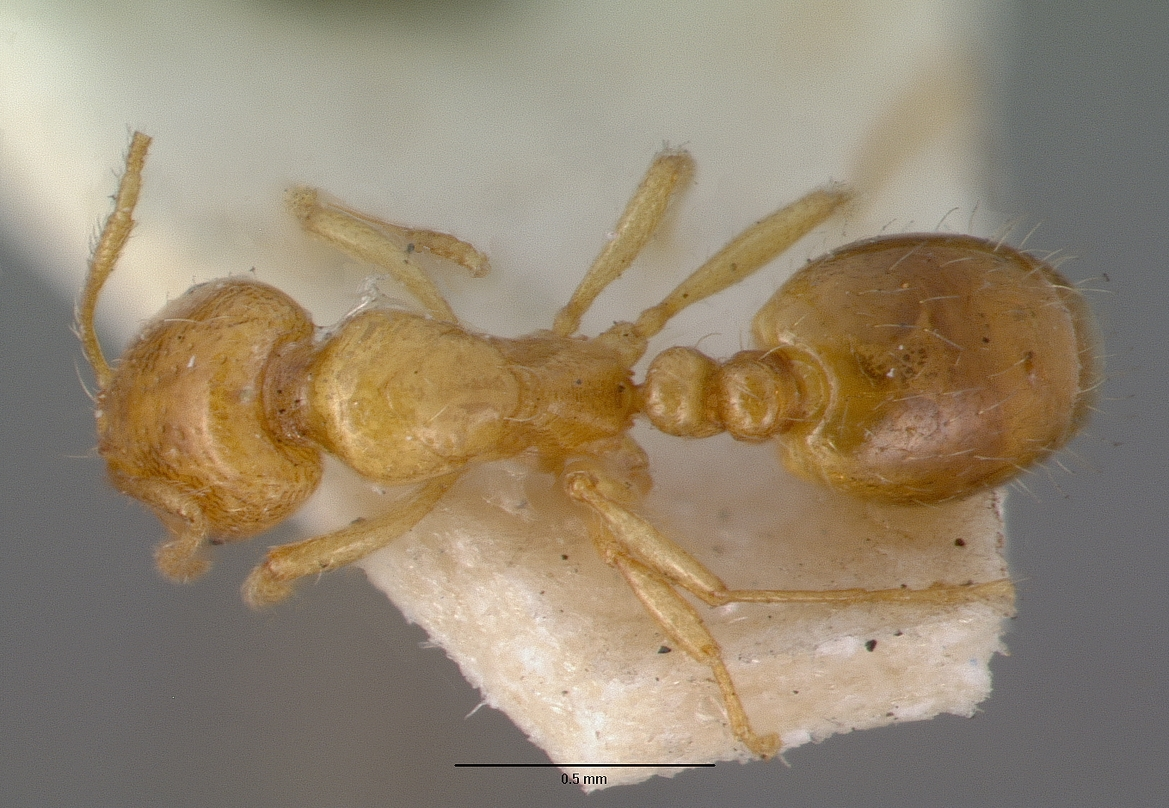
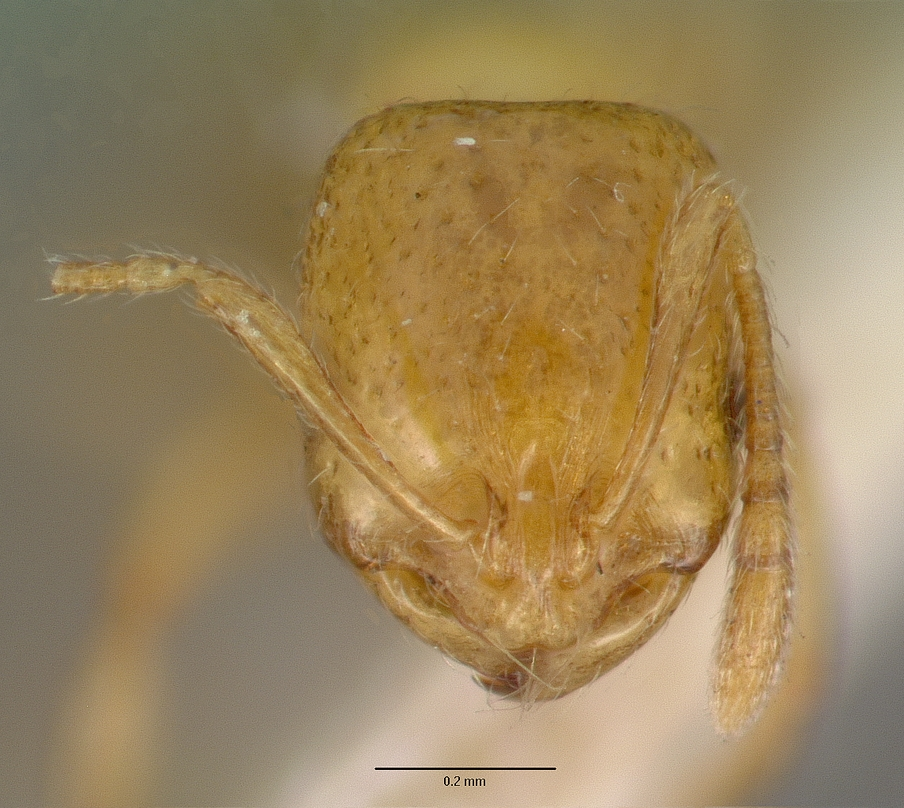
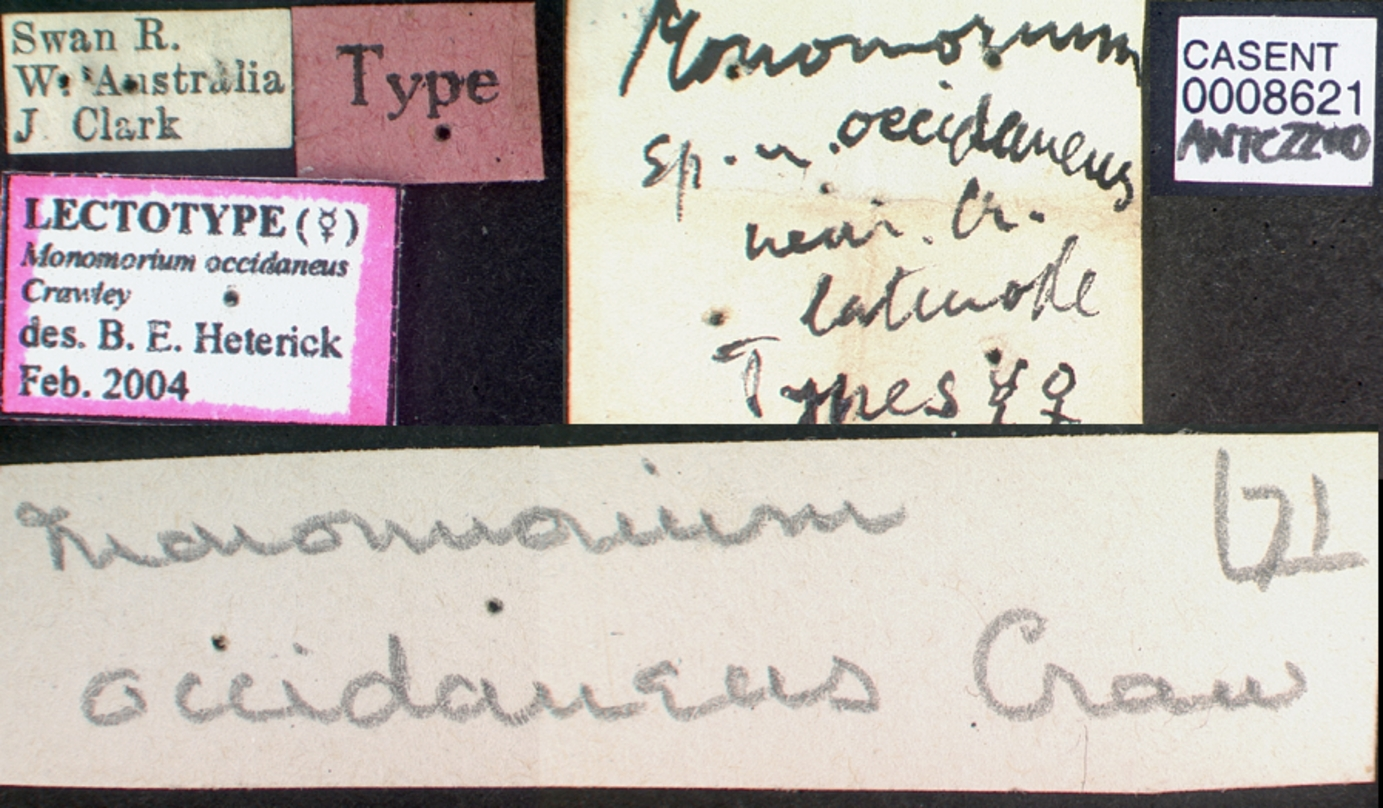
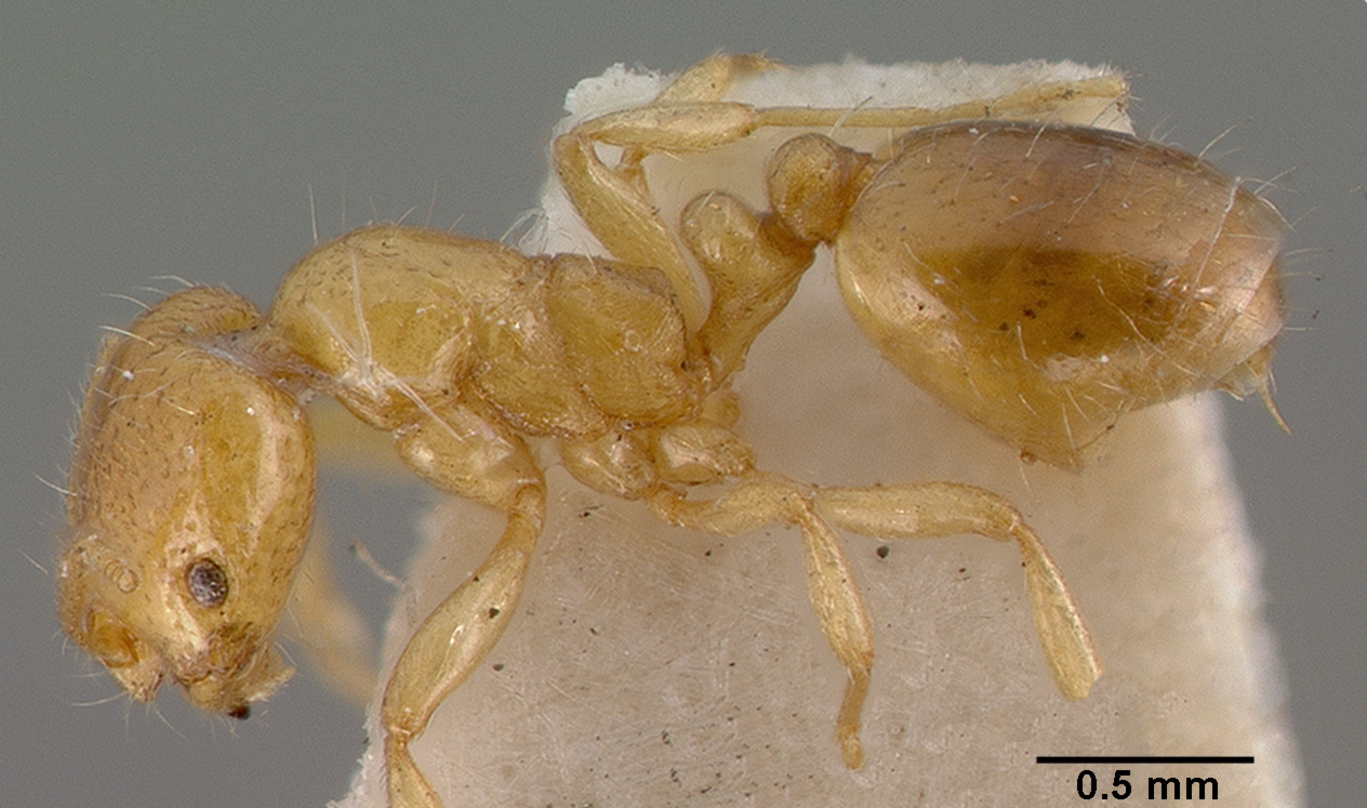
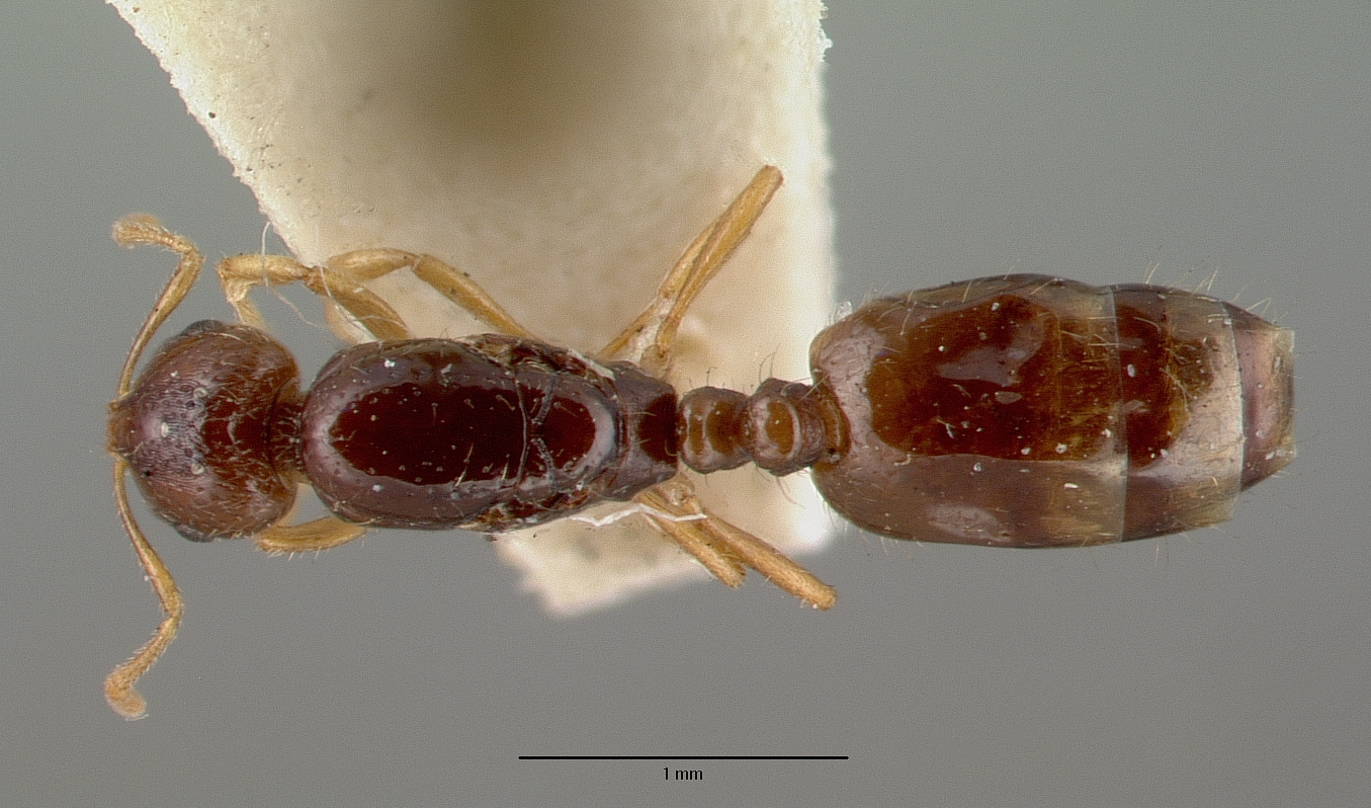
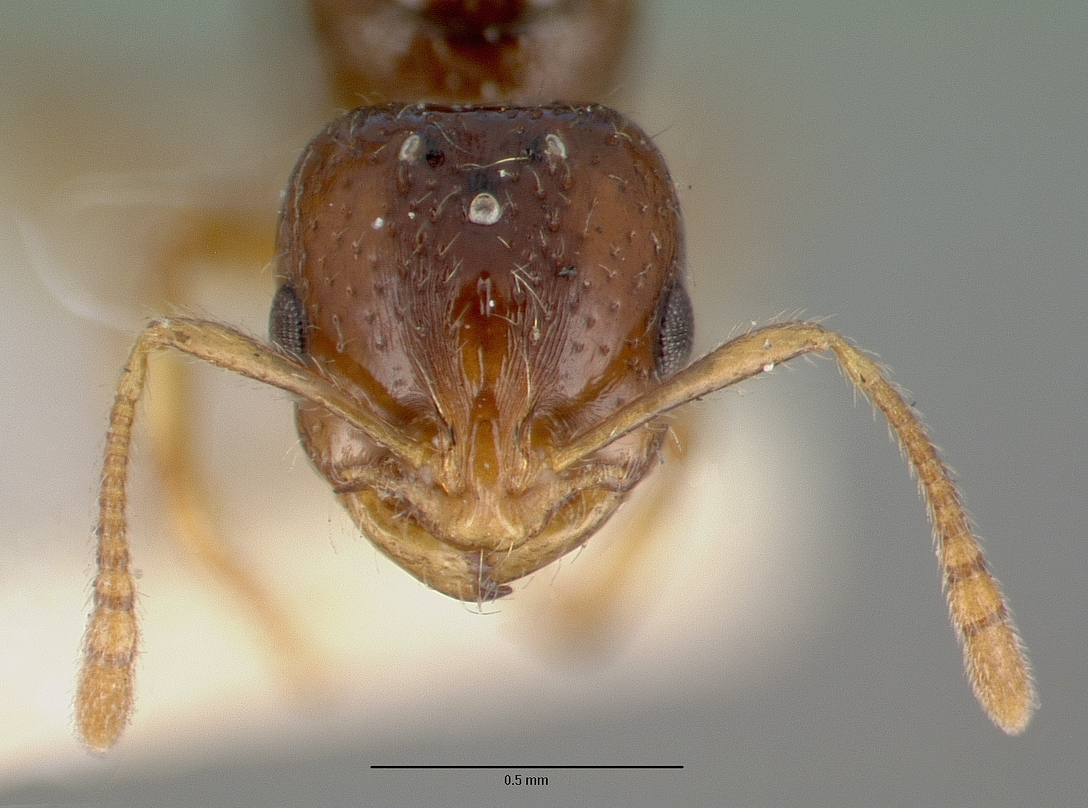